# Dirección de Estadística y Estudios Demográficos de Yibuti
La Dirección de Estadística y Estudios Demográficos ( en francés: Direction de la Statistique et des Études Demographiques, acrónimo DISED ) es un organismo público de la República de Yibuti responsable de la información estadística oficial. Su actual director general es Amareh Alí Saíd.

## Misión
Producir y difundir información estadística oficial, de manera integrada y coordinada, bajo un estándar técnico común, con el propósito de contribuir a la planificación, seguimiento y evaluación de las políticas públicas en el proceso de toma de decisiones en el ámbito político, socioeconómico y ámbitos académicos, con estadísticas confiables y de calidad. 